# ブニュエロ

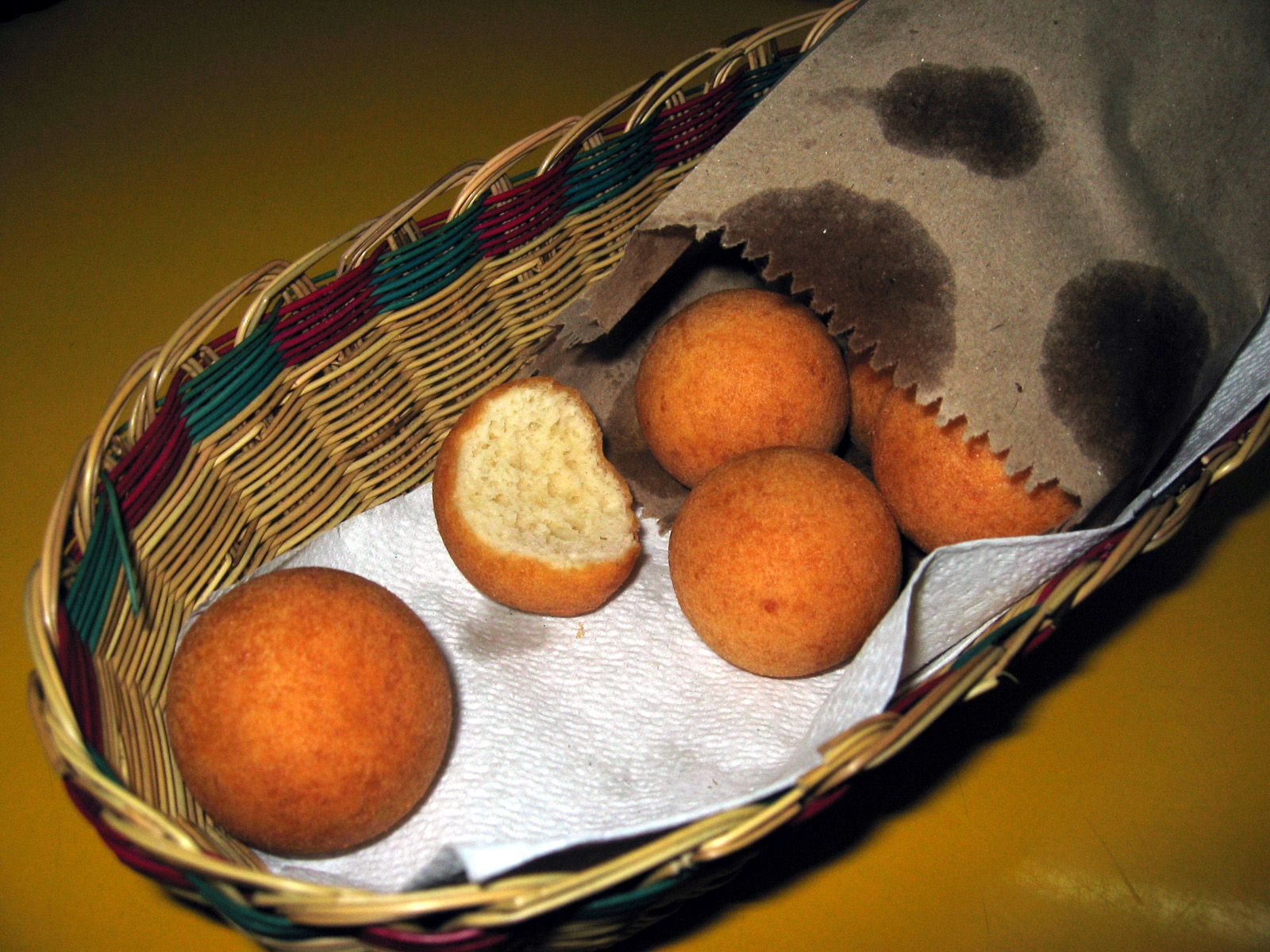
ブニュエロの例

ブニュエロ（スペイン語: buñuelo）はスペインの揚げ菓子。フランスのペ・ド・ノンヌ、オランダのオリーボーレンと同じようにシュー生地を揚げて膨らませた菓子である。
チュロスと比べた場合、ブニュエロは高価であり、来客をもてなす菓子である。人気はチュロスのほうが高い。
バレンシアの火祭りではカボチャのブニュエロが食されるほか、カタルーニャの聖週間、マドリッドやアンダルシアでは諸聖人の日に食されるよう、各地方の宗教的行事や祭りの際に食べられることも多い。
- ブニュエロ・デ・バカラオ（スペイン語版）（鱈のブニュエロ） - つぶしたジャガイモの中に鱈（バカラオ）の身を混ぜて揚げた料理。
- ブニュエロ・デ・ヴィエント（スペイン語版）（風のブニュエロ） - 小麦粉、バター、鶏卵で作った生地をボール状に成形して揚げる菓子。堆積が約2倍に膨らむため、「風が強い」（ヴィエント）と名付けられている。

## メキシコ

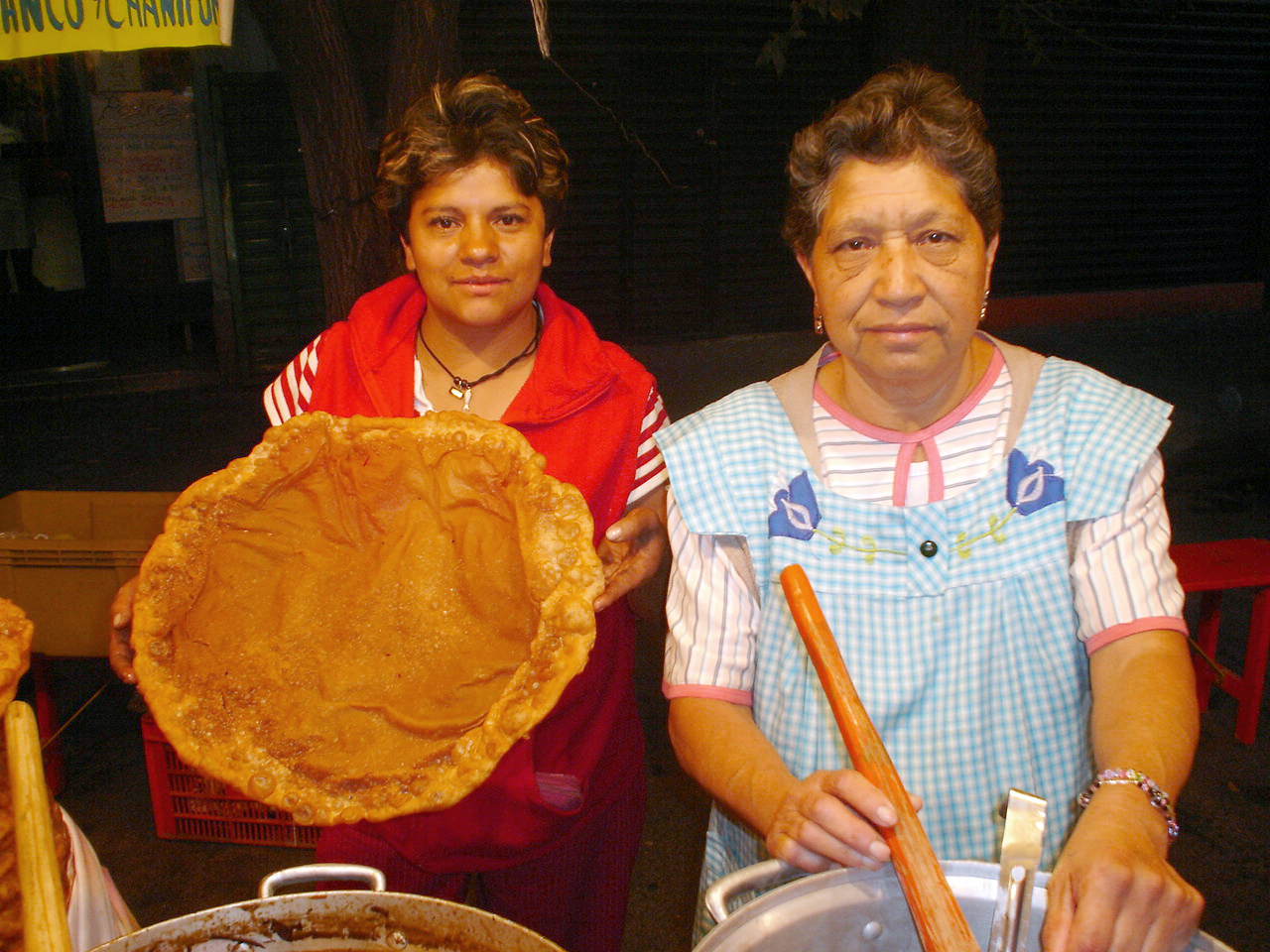
メキシコの平たいブニュエロ

メキシコにもスペインから伝わったブニュエロが食されているが、平たい形状のものが多い。日持ちするため土産菓子としても人気がある。